# Vilamane
Vilamane és una parròquia consagrada a Santa Maria pertanyent al municipi de Becerreá, província de Lugo.
Segons el padró municipal de 2004 la parròquia de Vilamane tenia 44 habitants (23 homes i 21 dones), distribuïts en 6 entitats de població (o lugares), el que pressuposà una disminució en relació al padró de l'any 1999 quan hi havia 52 habitants. Segons l'IGE, el 2014 la seva població va caure fins a les 34 persones (17 homes i 17 dones).

## Llocs
- Airexe
- As Bidueiras
- Donín
- Murias
- Riomuíños
- Vilamane